# Vojislav Marković
Vojislav Marković (* 1940 in Mazedonien; † 20. August 2005 in Belgrad) war ein jugoslawischer Tischtennisspieler, der in den 1960er Jahren zu den Besten in Europa gehörte und zweimal die Europameisterschaft gewann.

## Werdegang
Seinen ersten internationalen Erfolg erzielte Vojislav Marković bei den Jugend-Europameisterschaften 1956 in Opatija, wo er mit Zeljko Hrbud im Doppelwettbewerb Europameister wurde. Bei den Erwachsenen gewann er 14 mal einen Titel bei nationalen jugoslawischen Meisterschaften. Von 1956 bis 1966 wurde er 130 mal für die Nationalmannschaft nominiert.
Von 1959 bis 1965 nahm Marković an vier Weltmeisterschaften teil. Dabei kam er mit dem jugoslawischen Team jedes Mal auf die Plätze vier oder fünf. Ebenso war er auf vier Europameisterschaften vertreten, nämlich 1960, 1962, 1964 und 1966. Am erfolgreichsten war er 1962 in Berlin, wo er mit seinem Landsmann Janez Teran Europameister im Doppel wurde und auch mit der Mannschaft den Titel gewann. Im Mixed mit Monique Alber holte er Bronze. Zwei Jahre später verhalf er der jugoslawischen Mannschaft zu Platz zwei.
Mehrmals nahm Marković an Internationalen Deutschen Meisterschaften teil. Zusammen mit Janez Teran siegte er 1961/62 im Doppel, ein Jahr wurden sie Zweiter. In der ITTF-Weltrangliste wurde Marković 1959 auf Platz zehn geführt.

## Privat
Vojislav Markovićs älterer Bruder Vladimir war auch Nationalspieler und Weltmeisterschaftsteilnehmer. Vojislav war seit 1964 verheiratet.

## Turnierergebnisse
| Verband | Veranstaltung                         | Jahr | Ort       | Land | Einzel        | Doppel    | Mixed        | Team |
| ------- | ------------------------------------- | ---- | --------- | ---- | ------------- | --------- | ------------ | ---- |
| YUG     | Balkan Meisterschaft                  | 1968 | Skopje    | YUG  | Halbfinale    |           |              |      |
| YUG     | Europameisterschaft                   | 1966 | London    | ENG  | letzte 16     |           |              |      |
| YUG     | Europameisterschaft                   | 1964 | Malmö     | SWE  | Viertelfinale |           |              | 2    |
| YUG     | Europameisterschaft                   | 1962 | Berlin    | FRG  | Viertelfinale | Gold      | Halbfinale   | 1    |
| YUG     | Europameisterschaft                   | 1960 | Zagreb    | YUG  | Viertelfinale |           |              |      |
| YUG     | Jugend-Europameisterschaft (Junioren) | 1956 | Opatija   | YUG  |               | Gold      |              |      |
| YUG     | Weltmeisterschaft                     | 1965 | Ljubljana | YUG  | letzte 16     | letzte 32 | keine Teiln. | 4    |
| YUG     | Weltmeisterschaft                     | 1963 | Prag      | TCH  | letzte 16     | letzte 16 | keine Teiln. | 5    |
| YUG     | Weltmeisterschaft                     | 1961 | Peking    | CHN  | letzte 32     | letzte 32 | keine Teiln. | 4    |
| YUG     | Weltmeisterschaft                     | 1959 | Dortmund  | FRG  | letzte 64     | letzte 32 | letzte 128   | 5    |